# Pachydactylus barnardi
Pachydactylus barnardi este o specie de șopârle din genul Pachydactylus, familia Gekkonidae, descrisă de Fitzsimons 1941. Conform Catalogue of Life specia Pachydactylus barnardi nu are subspecii cunoscute.